# Źródliskowe Torfowisko
Źródliskowe Torfowisko – torfowiskowy rezerwat przyrody w województwie pomorskim, w powiecie słupskim, w gminie Dębnica Kaszubska, na obszarze Wysoczyzny Polanowskiej.
Rezerwat powstał 4 grudnia 2008 na mocy Rozporządzenia Nr 24/08 Wojewody Pomorskiego z dnia 7 listopada 2008 r. w sprawie uznania za rezerwat przyrody „Źródliskowe Torfowisko”. Głównym celem powołania tej formy ochrony przyrody jest zabezpieczenie obszaru źródliskowego o pierwotnym charakterze, z naturalną dla tego ekosystemu roślinnością.

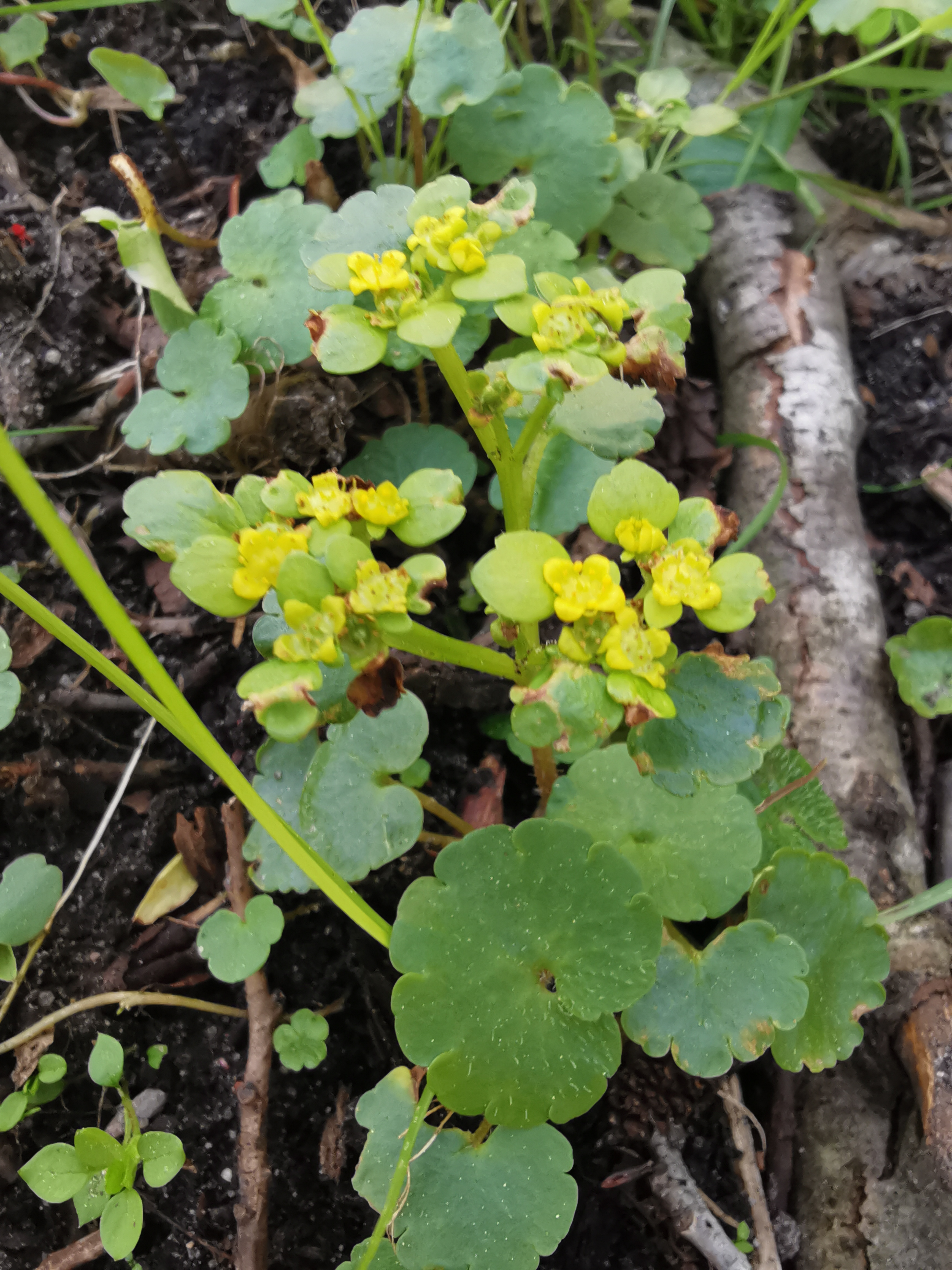
Śledziennica skrętolistna w obszarze rezerwatu

Ze względu na główny przedmiot ochrony jest rezerwatem biocenotycznym i fizjocenotycznym, podtypu biocenoz naturalnych i półnaturalnych; ze względu na typ ekosystemu – torfowiskowym, podtypu torfowisk niskich. Zajmuje powierzchnię 8,17 ha, natomiast otulina chroniąca jego obszar przed zagrożeniami zewnętrznymi liczy 35,59 ha.
Odwierty geologiczne w tym miejscu wykazały, że torf, którego miąższość dochodzi do dwóch metrów, tworzą głównie torfy turzycowo-drzewne i turzycowo-mszyste. To z kolei pozwoliło stwierdzić, że roślinność porastająca torfowisko prawie w ogóle nie uległa zmianie od początku jego istnienia – głównie las olszowy z wysokimi turzycami, uzupełnionymi o charakterystyczną roślinność źródliskową i mszaki.
Zgodnie z ewidencją gruntów rezerwat obejmuje obręby Krzynia i Niemczewo–Goszczyno. Położony jest w granicach Parku Krajobrazowego „Dolina Słupi”, obszaru specjalnej ochrony ptaków „Dolina Słupi” PLB220002 i projektowanego specjalnego obszaru ochrony siedlisk „Dolina Słupi” PLH220052.
Jest jednym z dwóch rezerwatów przyrody zlokalizowanych na gruntach Nadleśnictwa Leśny Dwór, przy czym jedynym w całości. Nadzór sprawuje Regionalny Konserwator Przyrody.